# Trenton Township (Missouri)
Pour les articles homonymes, voir Trenton Township.
Trenton Township est un township du comté de Grundy dans le Missouri, aux États-Unis,.
Le township est fondé en 1872 et baptisé en référence à la ville de Trenton, située dans ses limites.

## Source de la traduction
- (en) Cet article est partiellement ou en totalité issu de l’article de Wikipédia en anglais intitulé « Trenton Township, Grundy County, Missouri » (voir la liste des auteurs).